# Železná srdce
Železná srdce (originální název Fury) je americký válečný film z roku 2014 napsaný a režírovaný Davidem Ayerem. Pojednává o posádce amerického tanku v nacistickém Německu na konci druhé světové války. V hlavních rolích hrají Brad Pitt, Shia LaBeouf, Logan Lerman, Michael Peña, Jon Bernthal a Jason Isaacs. Film byl inspirován hrdinstvím amerického vojáka Audie Murphyho, který byl nejvíce vyznamenávaným vojákem americké armády.

## Obsazení
- Brad Pitt jako seržant Don Collier
- Logan Lerman jako Norman Ellison
- Shia LaBeouf jako Boyd Swan
- Michael Peña jako Trini „Gordo“ Garcia
- Jon Bernthal jako GradyTravis
- Scott Eastwood jako seržant Miles
- Jason Isaacs jako kapitán Waggoner
- Xavier Samuel jako poručík Parker
- Brad William Henke jako seržant Roy Davis
- Jim Parrack jako seržant Binkowski
- Anamaria Marinca jako Irma
- Alicia von Rittberg jako Emma
- Kevin Vance jako seržant Peterson
- Branko Tomović jako německý Corporal
- Iain Garrett jako seržant Foster
- Eugenia Kuzmina jako Hilda Meier
- Miles J.D. Vedder jako strážník SS
- Chris Wilson jako německý kaplan
- Marlon Blue jako voják
- Daniel Betts jako Burgermeister
- Edin Gali jako seržant
- Osi Okerafor jako Benton
- Stella Stocker jako Edith

## Přijetí

### Tržby
Film vydělal 85,8 milionů dolarů v Severní Americe a 126 milionů dolarů v ostatních oblastech, celkově tak vydělal 211,8 milionů dolarů po celém světě. Rozpočet filmu činil 68 milionů dolarů. Za první víkend docílil nejvyšší návštěvnosti, kdy vydělal 23,7 milionů dolarů. V České republice byl celkový výdělek 469 tisíc dolarů.

### Recenze
Na recenzní stránce Rotten Tomatoes získal z 238 započtených recenzí 76 procent s průměrným ratingem 6,9 bodů z deseti. Na serveru Metacritic snímek získal z 47 recenzí 64 bodů ze sta. Na Česko-Slovenské filmové databázi si snímek drží k 3. srpnu 2018 76 procent.

### Nominace a ocenění
| Ocenění                                      | Kategorie                                        | Nominovaný                   | Výsledek  |
| -------------------------------------------- | ------------------------------------------------ | ---------------------------- | --------- |
| Critics' Choice Awards                       | Nejlepší akční film                              | Fury                         | nominace  |
| Critics' Choice Awards                       | Nejlepší mužský herecký výkon v akčním filmu     | Brad Pitt                    | nominace  |
| Hollywood Film Awards                        | Nejlepší střih                                   | Jay Cassidy a Dody Dorn      | vítězství |
| Hollywood Music in Media Awards              | Nejlepší skladatel – film                        | Steven Price                 | nominace  |
| Motion Picture Sound Editors                 | Nejlepší efekty v anglicky mluvícím filmu        | Fury                         | nominace  |
| National Board of Review                     | Nejlepších deset filmů                           | Fury                         | vítězství |
| National Board of Review                     | Nejlepší herecké obsazení                        | Fury                         | vítězství |
| People's Choice Awards                       | Nejoblíbenější filmový herec                     | Brad Pitt                    | nominace  |
| People's Choice Awards                       | Nejoblíbenější filmový herec v dramatickém filmu | Brad Pitt                    | nominace  |
| Phoenix Film Critics Society                 | Nejlepší mužský herecký výkon ve vedlejší roli   | Logan Lerman                 | nominace  |
| Screen Actors Guild                          | Nejlepší tým kaskadérů                           | Fury                         | nominace  |
| Satellite Awards                             | Nejlepší výprava                                 | Andrew Mendez, Peter Russell | nominace  |
| Satellite Awards                             | Nejlepší střih                                   | Dody Dorn, Jay Cassidy       | nominace  |
| Satellite Awards                             | Nejlepší skladatel                               | Steven Price                 | nominace  |
| Mezinárodní filmový festival v Santa Barbaře | Ocenění Virtuosos                                | Logan Lerman                 | vítězství |
| Teen Choice Awards                           | Nejlepší film: drama                             | Fury                         | nominace  |
| Teen Choice Awards                           | Nejlepší filmový herec: drama                    | Logan Lerman                 | nominace  |